# Без имени (фильм, 1999)
«Без имени» (исп. Los sin nombre) — испанский фильм ужасов 1999 года режиссёра Жауме Балагеро по роману Рэмси Кэмпбелла. Премьера фильма состоялась 8 октября 1999 года.

## Сюжет
В тёмных и мрачных пространствах канализационных помещений полиция находит обезображенный кислотой труп маленькой девочки, который опознали лишь благодаря тому, что ноги девочки имели разную длину. С тех пор прошло пять лет, а мать девочки Клаудия всё не может оправиться от потери дочери. Но однажды Клаудия получает телефонный звонок от якобы своей дочери, которая просит её забрать домой. С этого времени всё внимание Клаудии занимают поиски дочери. Для этого она направляется в старый пансионат, где обнаруживает несколько зацепок. Желая больше узнать о смерти дочери, Клаудия обращается за помощью к Бруно — полицейскому, который вёл дело об убийстве девочки. С ним Клаудия выходит на след таинственной секты «Без имени», целью деятельности которой является материализация чистейшего зла посредством жестоких и кровавых убийств. В то же время в один из эзотерических журналов к журналисту Кироге приходит видеозапись, способная пролить свет на поиски дочери и на деятельность секты.

## В ролях
- Эмма Виларасау — Клаудия
- Карра Элехальде — Бруно
- Тристан Ульоа — Кирога